# Byblia greenawayae
Byblia greenawayae är en fjärilsart som beskrevs av Stoneham 1965. Byblia greenawayae ingår i släktet Byblia och familjen praktfjärilar. Inga underarter finns listade i Catalogue of Life.